# 등대의 혈투
등대의 혈투(The Light At The Edge Of The World)는 스위스에서 제작된 케빈 빌링톤 감독의 1971년 모험 영화이다. 커크 더글라스 등이 주연으로 출연하였고 커크 더글라스 등이 제작에 참여하였다. 출시명은 적도의 사투이고 방영명은 등대의 사투이다.

## 출연

### 주연
- 커크 더글라스
- 율 브린너
- 사만다 에가

### 조연
- 장-클로드 드루오
- 페르난도 레이
- 레나토 살바토리
- 마시모 라니에리

## 제작진
- 원작자: 쥘 베른
- 협력프로듀서: 일리어 설카인드
- 미술: 엔리크 알라르콘